# Kuta (onderdistrict)

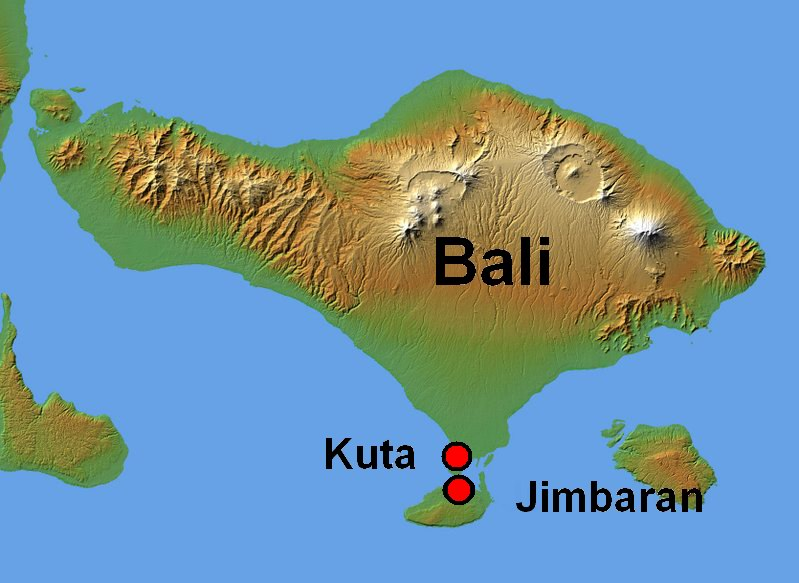
KOeta op Bali

Onderdistrict Kuta is gelegen in regentschap Badung op het Indonesische eiland Bali. Kuta telt 86.483 inwoners (2010) waarvan ongeveer de helft in de gelijknamige badplaats. Het onderdistrict bestaat uit 5 kelurahan/desa:
1. Kedonganan
2. Tuban
3. Kuta
4. Legian
5. Seminyak